# Fǎróng
Fǎróng, (法融, wade-giles Fa-jung, anche 牛頭法融 pinyin Niútóu Fǎróng, coreano: Beob-yung o Udu Beob-yung, giapponese Hōyū o Gozu Hōyū) (Jiangsu, 594 – Nanchino?, 657), è stato un maestro buddista cinese, fondatore della scuola Niútóu zōng (牛頭宗, anche 牛頭禅 Niútóu Chán) del Chán, ed erede nel Dharma, secondo alcune tradizioni, del IV patriarca Chán, Dàoxìn (道信, 580-651).

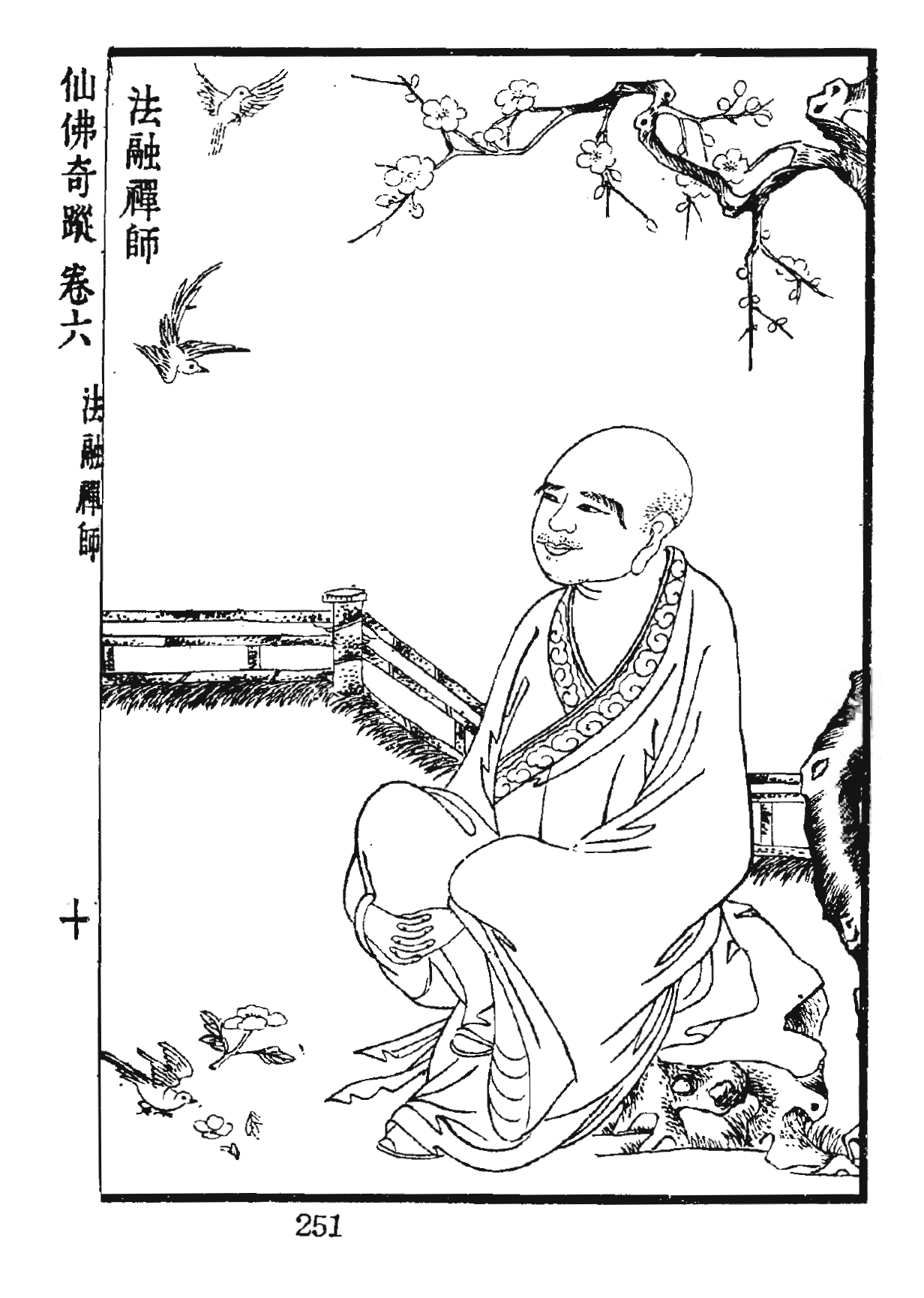
Fǎróng

Fǎróng nacque nel 594 da una famiglia aristocratica della provincia cinese del Jiangsu. Dopo una educazione confuciana fu attratto dalle dottrine buddiste e decise di farsi monaco, scelta resa obbligatoria anche per sfuggire ad un matrimonio combinato dalla famiglia e da lui rifiutato. 
Ottenne l'ordinazione monastica presso il monastero Maoshan (vicino a Nanchino) nel 612 a diciannove anni seguendo le dottrine madhyamaka della scuola Sānlùn (三論宗, Sānlùn zōng). 
Nel 624 fece parte di una delegazione di monaci che si recò nella capitale Chang'an per intercedere a favore di 500 monaci che l'imperatore Gāozǔ ( 高祖, conosciuto anche come Lǐ Yuān 李淵, regno: 618-626) della dinastia Tang voleva forzatamente ricondurre allo stato laicale. Forse in quella circostanza incontrò Dàoxìn (道信, 580-651), che di ritorno dal monastero di Dongshan, diffondeva le dottrine della scuola denominata Dámózōng (達摩宗, dal nome del fondatore Bodhidharma) o Lèngqiézōng (楞伽宗, dal nome del sutra di riferimento, il Lèngqiéjīng, 楞伽經 Laṅkāvatārasūtra). 
Nel Jǐngdé zhuàndēng lù (景德傳燈錄, giapp. Keitoku dentō roku, Raccolta della Trasmissione della Lampada, T.D. 2076.51.196-467), redatto nel 1004 da Daoyuan (道原, n.d.), si racconta invece che nel 624, Fǎróng si era ritirato in una grotta sul monte Niútóu (牛頭山 Niútóu-shān, Monte della Testa di bufalo) per praticare la meditazione (坐禅, zuòchàn) e studiare le dottrine buddiste e daoiste. Successivamente, si recò in un luogo vicino al monte Niútóu, nello Youxi, dove venne raggiunto, nel 643, da Dàoxìn. Lo Jǐngdé zhuàndēng lù così narra l'incontro: quando Dàoxìn si avvicinò alla capanna di Fǎróng, una tigre che viveva vicino alla capanna ringhiò, questo fece sobbalzare Dàoxìn. Sedutosi su una roccia, Fǎróng disse a Dàoxìn: "Vedo quello che è ancora in te!". Ma quando Fǎróng si allontanò dalla roccia dove era seduto, Dàoxìn vi incise il carattere 佛 (Fó, il nome di Buddha in cinese), tornato al suo posto Fǎróng esitò prima di sedersi su un carattere che riteneva 'sacro'. "Vedo quello che è ancora in te" rispose allora Dàoxìn. Fǎróng riconobbe la preparazione superiore di Dàoxìn e gli chiese di divenire suo discepolo. 
Dopo essere stato istruito e aver ricevuto la trasmissione dal quarto patriarca del Chàn, Fǎróng fondò un monastero sul monte Niútóu. Affluiti nel monastero numerosi discepoli, la scuola lì fondata venne denominata Niútóu zōng (牛頭宗, anche 牛頭禅 Niútóu Chàn). Il suo insegnamento prevedeva la pratica dello zuòchàn (坐禅) unitamente allo studio del Sutra del Loto (妙法蓮華經 Miàofǎ Liánhuā Jīng) e del Laṅkāvatārasūtra (楞伽經, Lèngqiéjīng).
Nel 647 si recò a Nanchino per tenere un ciclo di lezioni sui Mahāprajñāpāramitā sūtra (般若波羅蜜多經 Bōrě bōluómì duō jīng, giapp. Hannya haramitta kyō, T.D. 220). Fǎróng si spense nel 657. Suoi discepoli diretti furono Daoping (道憑) e Zhiyan (智巖). 
La scuola Niútóu Chàn e i suoi lignaggi scomparvero in Cina nel IX secolo, probabilmente a causa della grande persecuzione dell'845. Fortunatamente il pellegrino giapponese Saichō, fondatore della scuola giapponese Tendai (a sua volta erede degli insegnamenti e lignaggi della scuola cinese Tiāntái, 天台宗) riceverà in Cina, direttamente dal maestro di questa scuola Xiāochán (翛禪), anche il lignaggio della scuola Niútóuchán che egli trasferirà nell'804 in Giappone come scuola Gozu (牛頭宗, Gozu shū).